# Fire Pro Wrestling Returns
Fire Pro Wrestling Returns est un jeu vidéo de combat développé par Spike, sorti en 2005 sur PlayStation 2 et PlayStation Network. Il fait partie de la série Fire Pro Wrestling.
Il est cité dans Les 1001 jeux vidéo auxquels il faut avoir joué dans sa vie.

## Accueil
- GameSpot : 7/10[2]